# Histiaios
Histiaios (död 494 f.Kr.), son till Lysagoras, var tyrann av Miletos i slutet av 500-talet f.Kr.

## Biografi
Histiaios hade kung Dareios I av Persien att tacka för sin status som tyrann, eftersom denne hade betvingat Miletos och de andra joniska staterna i Mindre Asien. Enligt Herodotos lyckades Histiaios, tillsammans med de andra tyrannerna under Dareios styre, med den persiska expeditionen mot skyterna och sattes sedan att styra över Dareios bro över Donau. Skyterna försökte övertala Histiaios och de andra att överge bron; en fraktion, ledd av Miltiades d.y. från Aten (som vid den tiden var tyrann av Chersonese), ville följa skyternas råd, men Histiaios menade att de borde stanna, eftersom de hade Dareios att tacka för sina maktpositioiner och säkerligen skulle förlora dem, om han blev dödad. Histiaios föreslog istället att de skulle låtsas gå med på skyternas plan och skickades som ambassadör, för att meddela dem detta, medan de andra tyrannerna låtsades riva bron. Han sade åt skyterna att leta efter de nu övergivna perserna och när dessa återvände till Donau, medan skyterna var ur vägen, organiserade Histiaios en flotta för att ta dem över floden.
Under expeditionen hade Histiaios börjat bygga en koloni vid Myrkinos (platsen där Amfipolis sedermera skulle komma att uppföras) vid floden Strymon. Efter att ha återvänt till Sardis med Dareios frågade denne, vad han ville ha i gengäld för denna tjänst och Histiaios svarade, att han ville ha Myrkinos, vilket han fick till att börja med. Den persiske befälhavaren Megabazos var misstänksam mot Histiaios intresse av detta strategiskt viktiga område, som kontrollerade vägarna till Europa och många silver- och timmerkällor. Dareios vägrade tro, att Histiaios skulle vara illojal, men bad honom att komma tillbaka till Susa med honom, som vän och rådgivare. Histiaios bror- och svärson Aristagoras fick överta befälet och kontrollen över Miletos.
Histiaios ogillade livet i Susa och började nära planer på att återupprätta sitt styre över Miletos genom att anstifta ett uppror i Jonien. 499 f.Kr. rakade han huvudet på sin mest pålitlige slav, tatuerade in ett meddelande på dennes huvud och väntade så tills hans hår hade vuxit ut igen. Slaven sändes därefter till Aristagoras, som instruerades att ånyo raka slavens huvud och läsa meddelandet, vilket uppmanade honom att göra uppror mot perserna. Aristagoras, som var illa omtyckt av sina egna undersåtar efter att en expedition till Naxos hade slutat med ett misslyckande, lydde Histiaios uppmaning och med hjälp av atenarna och eretrianerna anföll och brände han Sardis. Enligt Herodotos var detta hela orsaken till upproret, även om detta är ganska otroligt. När Dareios fick nyheten om upproret, skickade han efter Histiaios, som låtsades helt ovetande om dess orsaker, men bad att få återvända och krossa det. Dareios blev lurad och tillät honom att ge sig av.
På tillbakavägen begav sig Histiaios till Sardis, där satrapen Artafernes också frågade honom, vad som var orsaken till upproret. Histiaios låtsades återigen helt ovetande, men Artafernes kände till hela historien. Histiaios tvingades fly till Chios, men försökte vända anklagelserna mot några av de andra perserna i Sardis, vilka då blev dödade av Artafernes. Histiaios försökte bygga upp en flotta på Chios, men misslyckades och försökte då istället återta makten som tyrann i Miletos. Militerna ville inte återgå till tyranni, så de skickade honom i exil till ön Lesbos. Där samlade han några fartyg och började, enligt Herodotos, med sjöröveri på Svarta och Egeiska havet, från en bas i Byzantion. Det är också möjligt att Dareios helt enkelt hade gett honom kontrollen över Bosporen under upproret.
Under tiden slog perserna ner upproret genom slaget vid Lade 494 f.Kr. När Histiaios fick höra talas om detta lämnade han Byzantion, anföll Chios och blockerade Thasos samt försökte sedan landstiga på fastlandet, för att möta perserna. Efter att ha gått samman med en grekisk styrka mot perserna blev han tillfångatagen av den persiske generalen Harpagos. Satrapen Artafernes ville inte skicka honom tillbaka till Susa, där han visste att Dareios skulle benåda honom, så han lät avrätta honom och sände hans mumifierade huvud till Dareios. Denne vägrade fortfarande att tro, att Histiaios var en förrädare och gav därför hans huvud en ärorik begravning.